# Alhóndiga de Granaditas

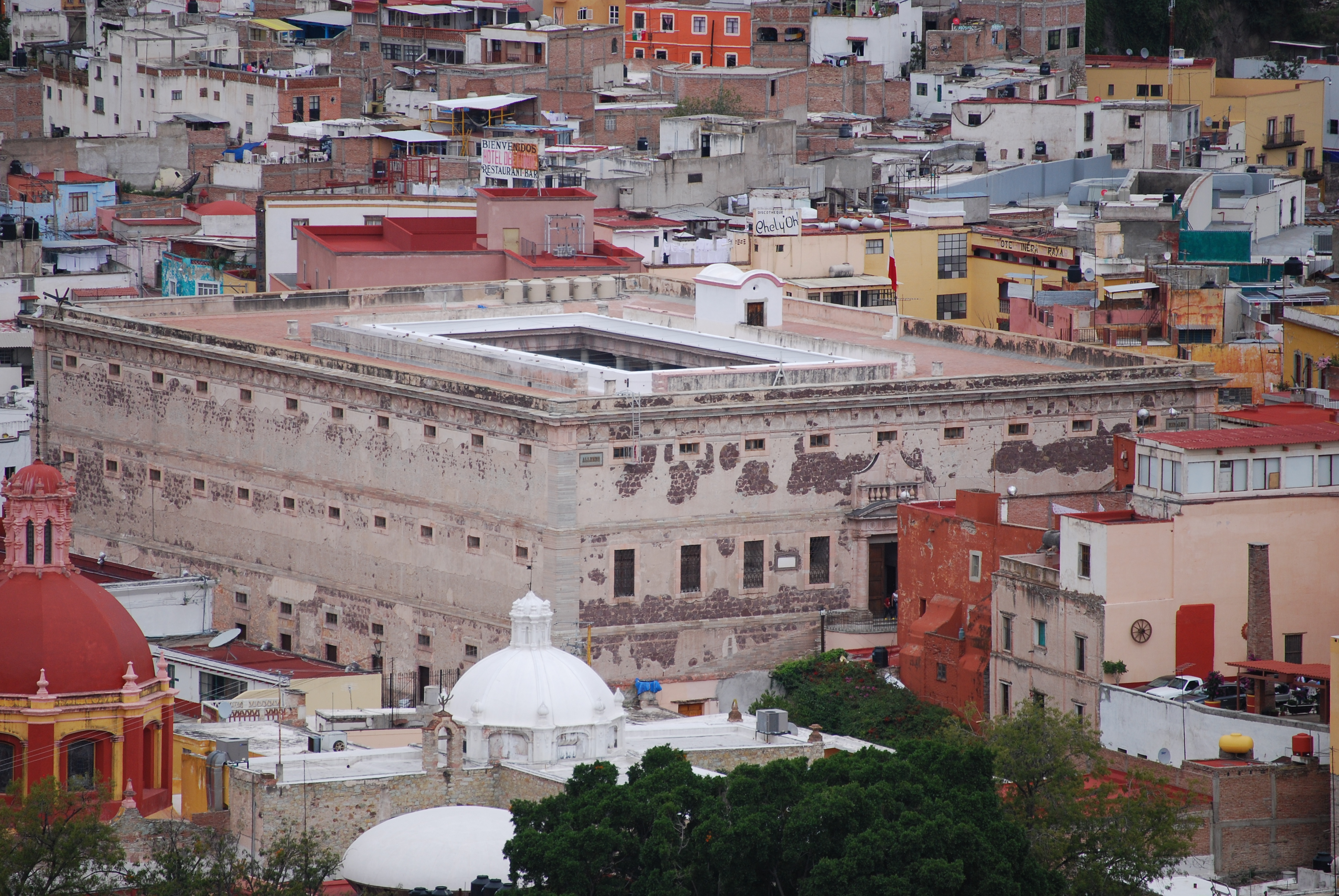
Alhóndiga de Granaditas von Osten

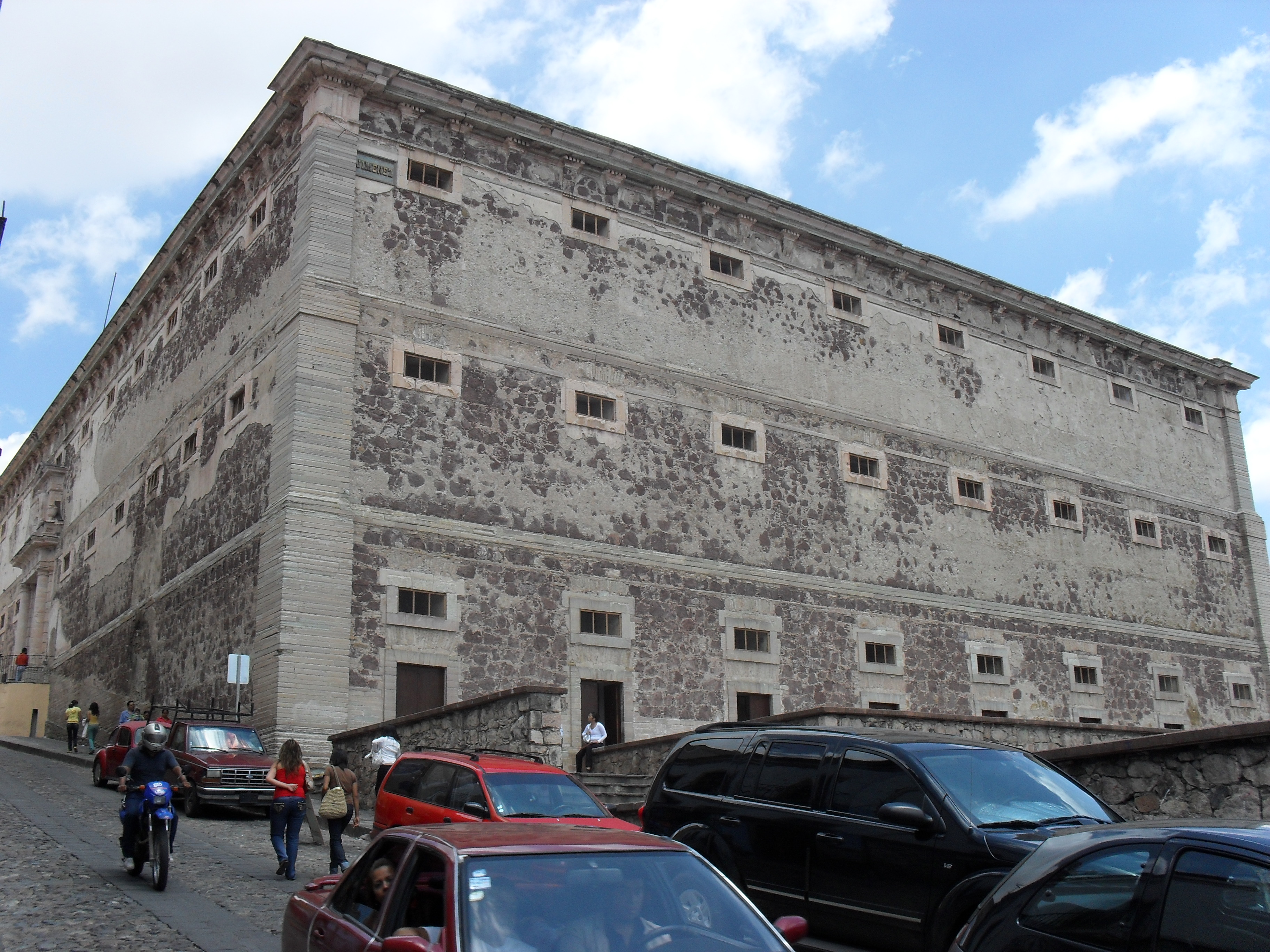
Ansicht von Westen

Die Alhóndiga de Granaditas (dt.: „Granaditas-Kornspeicher“) ist ein im Jahr 1809 fertiggestellter Kornspeicher in der mexikanischen Stadt Guanajuato. Er war im Unabhängigkeitskrieg Mexikos Schauplatz des ersten Gefechtes zwischen königstreuen Spaniern und mexikanischen Freiheitskämpfern (Insurgentes). Das Gebäude beherbergt heute ein Museum und gehört als Teil der historischen Altstadt Guanajuatos seit 1988 zum UNESCO-Weltkulturerbe.

## Architektur

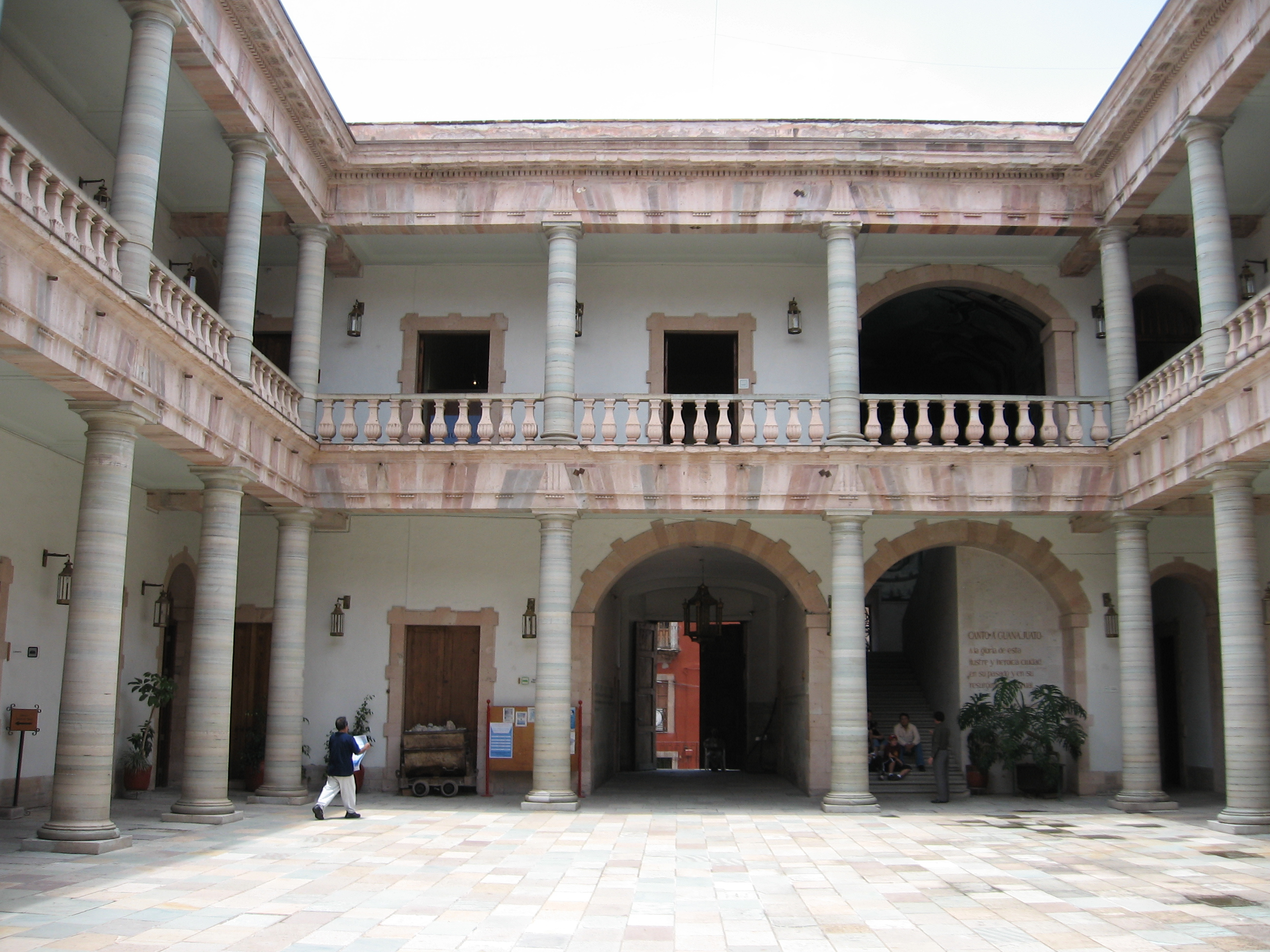
Innenhof

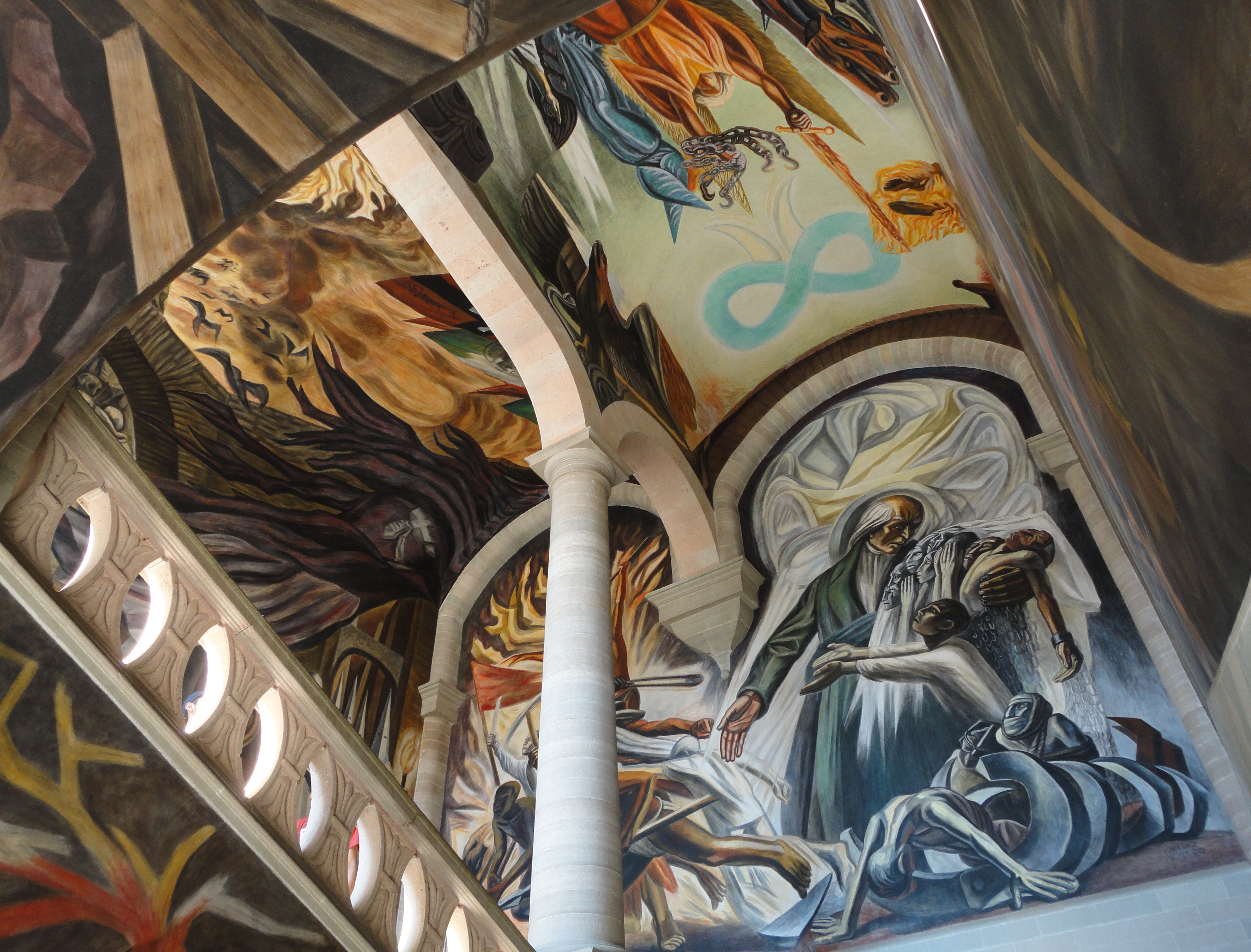
Wandbild (mural) im Treppenaufgang

Der im klassizistischen Stil errichtete rechteckige Bau der Alhóndiga de Granaditas besteht im Wesentlichen aus – nachträglich verputztem – vulkanischem Lavagestein (tezontle) und aus Ziegelsteinen; lediglich für die Fenster- und Türrahmungen wurden exakt behauene Natursteine verwendet. Wie in der gesamten Stadt ist das Gelände am Bauplatz sehr unregelmäßig, so dass der Bau an einer Schmalseite zweigeschossig, an der anderen dreigeschossig ist. Die Außenwände des Gebäudes zeigen außer zwei bzw. drei Reihen kleiner Fenster und auf triglyphenartig geschmückten Konsolen ruhenden Gesimsen unterhalb des Flachdaches keine weiteren Gestaltungselemente, was dem Bauwerk zusammen mit der rötlich-grauen Farbe der Steine ein beinahe festungsartiges Aussehen verleiht. Zum Westen hin schließt sich eine Freitreppe auf einen Platz an. Die Alhóndiga besitzt nur zwei Eingänge zum Osten bzw. Norden hin, welche jeweils von Säulen flankiert sind. Sie hat einen zweigeschossigen Innenhof mit gemauerten Säulenumgängen und einer Balustrade an der oberen Ebene.

## Entstehungsgeschichte
Zu Beginn des 19. Jahrhunderts war die Silberstadt Guanajuato mit 65.000 Einwohnern die drittgrößte Stadt der westlichen Hemisphäre. Das Bevölkerungswachstum in Mexiko trieb den Lebensmittelbedarf nach oben, gleichzeitig verlagerte sich die Lebensmittelproduktion im Bajío, der zentralmexikanischen Agrarregion nahe Guanajuato, von Mais und Vieh auf die in den Städten stärker nachgefragten Güter wie Weizen, Früchte und Gemüse. Der dadurch bedingte Preisanstieg für Grundnahrungsmittel traf vor allem die Landbevölkerung. Von staatlicher Seite wurde aber trotzdem einer ausreichenden Versorgung der für die gesellschaftliche Stabilität wichtigeren Stadtbevölkerung Vorrang gegeben. Nahrungsmittel wurden teilweise unter Militärschutz aus den ländlichen Gebieten in die Städte gebracht.
Notwendig waren dabei ausreichende Speicherkapazitäten. Deswegen beauftragten der Vorsteher der Intendencia (Verwaltungseinheit) Guanajuato, Juan Antonio de Riaño y Barcena, und der Gemeinderat der Stadt den örtlichen Baumeister José Alejandro Durán y Villaseñor mit dem Neubau des Kornspeichers. Durán legte im März 1796 seine Pläne vor, die im Juli des Folgejahres nach leichten Veränderungen seitens des Architekten José del Mazoy Avilés durch den Vizekönig von Neuspanien genehmigt wurden. Am 5. Januar 1798 begannen die sich über einen Zeitraum von zehn Jahren hinziehenden Bauarbeiten, so dass im November 1809 die Alhóndiga de Granaditas eingeweiht werden konnte. Der Name soll von der Heilpflanze Granaditas, die am Errichtungsort wuchs, stammen.
Vor dem oben geschilderten Hintergrund wurde der große Kornspeicher seitens der Landbevölkerung als Symbol für die Ausbeutung durch Behörden und Stadt gesehen.

## Sturm auf die Alhóndiga de Granaditas im Unabhängigkeitskrieg

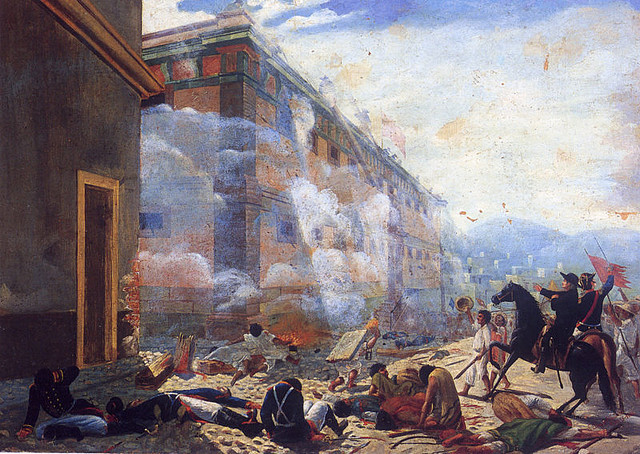
Sturm auf die Alhóndiga de Granaditas, Ölgemälde von José Díaz del Castillo, 1910

Am 16. September 1810 begann im ca. 35 km nordöstlich gelegenen Dolores ein Aufstand gegen die spanische Kolonialherrschaft. Dies markierte den Beginn des mexikanischen Unabhängigkeitskrieges. Die zunächst ca. 800 Mann unter Führung von Miguel Hidalgo y Costilla, dem Priester von Dolores, von Ignacio Allende und Juan Aldama schwollen bald auf 20.000 bis 25.000 Aufständische an und erreichten am 27. September die Außenbezirke von Guanajuato.
Intendente Riaño vertraute nicht auf die Loyalität seiner Truppen und der Stadtbevölkerung und vermied deswegen eine offene militärische Auseinandersetzung mit den zahlenmäßig überlegenen Rebellen. Stattdessen hatte er sich bereits in der Nacht des 24. September in der Alhóndiga de Granaditas verschanzt, zusammen mit Truppen vorwiegend europäischer Abstammung, Wertgegenständen und Dokumenten. Er plante, in dem festungsartigen Gebäude, das über einen eigenen Brunnen und ausreichend Nahrung für 500 Personen und einen Zeitraum von drei bis vier Monaten verfügte, auszuharren und auf Entsatz aus Guadalajara bzw. San Luis Potosí zu warten. Die Stadt selbst überließ er damit zunächst der Willkür der Aufständischen, was viele Bewohner auf deren Seite trieb.
Hidalgo forderte seinen ehemaligen Freund Riaño in zwei Schreiben zur Kapitulation auf, was dieser jedoch ablehnte. Daraufhin drangen die Rebellen am 28. September über den Cañada de Marfil, einen engen Hohlweg, in die Stadt ein. Es kam dort zu einem Scharmützel mit königstreuen Truppen unter der Führung von Riaños Sohn Gilberto, der sich mit seinen Männern zurückzog.
Aufgrund des engen Hohlweges war es für Hidalgo und seine Offiziere schwierig, die vorrückenden Kämpfer zu koordinieren. Die wenigen ausgebildeten Soldaten, die sich ihnen aus der Provinzmiliz angeschlossen hatten und welche vermutlich den Angriff anführten, wurden von tausenden nachdrängenden irregulären Aufständischen geradezu auf den Feind zugetrieben und teilweise sogar zu Tode getrampelt.
Dennoch konnten die Angreifer die königstreuen Truppen schnell in die Alhóndiga zurückdrängen. Auch die Bevölkerung von Guanajuato schloss sich nun dem Sturm an, nachdem sie anfangs eine eher abwartende Haltung eingenommen hatte. Außerdem fand Riaño bereits in der Frühphase des Gefechtes den Tod, was unter den Verteidigern zu Streitigkeiten über seine Nachfolge und die weitere Vorgehensweise führte. Einige wollten sich ergeben, während andere sich mit Gewehrfeuer und herabgeworfenen Explosivkörpern weiter verteidigten.

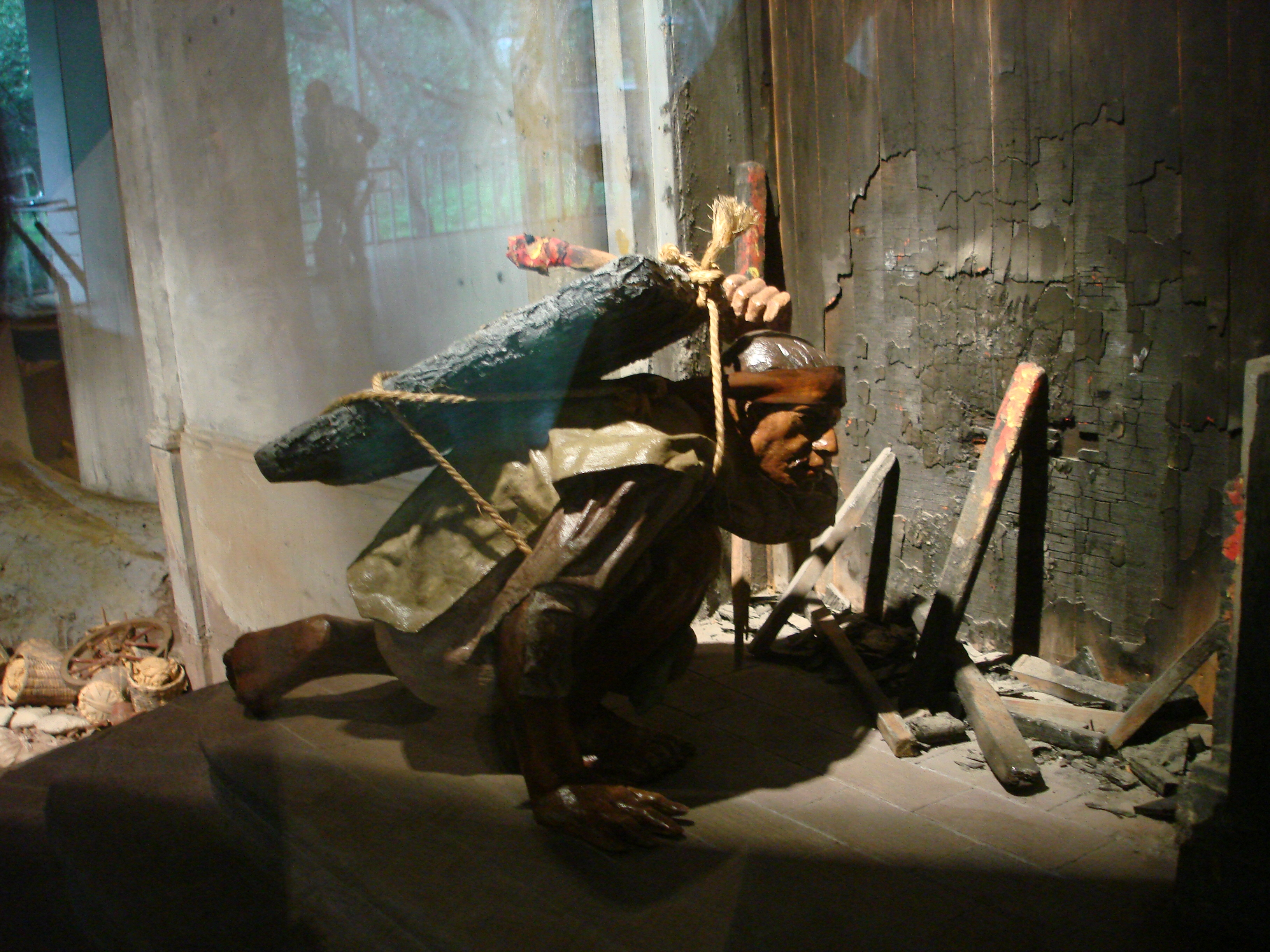
El Pípila beim Entzünden der Tore, Ausschnitt aus einem Diorama im Museo del Caracol, Mexiko-Stadt

Den Angreifern gelang es schließlich, die Holztüren des Kornspeichers in Brand zu setzen und so zu zerstören. Der Legende nach hat Juan José de los Reyes Martínez Amaro, genannt El Pípila, im Alleingang die Tore entfacht. Der kräftige Minenarbeiter soll sich einen flachen Stein als Schutz gegen die Kugeln der Verteidiger auf den Rücken gebunden haben, zu den Toren gekrochen sein und diese dann entzündet haben. Heute erinnert die Pípila, eine große Statue auf einem Hügel über Guanajuato, an Martínez.
Die Aufständischen stürmten die Alhóndiga de Granaditas und töteten unterschiedslos fast alle Verteidiger, auch nachdem diese sich ergeben hatten. Der Kampf war gegen 17 Uhr beendet. Insgesamt sollen mindestens 300 Verteidiger und 1000 bis 3000 Angreifer bei dem Gefecht gestorben sein, genaue Zahlen sind nicht bekannt. Die Alhóndiga mit den darin aufbewahrten Wertgegenständen und die Stadt Guanajuato wurden zwei Tage lang vom Mob geplündert. Der finanzielle Gewinn für die Unabhängigkeitsbewegung war deshalb eher gering.

## Die Alhóndiga bis heute

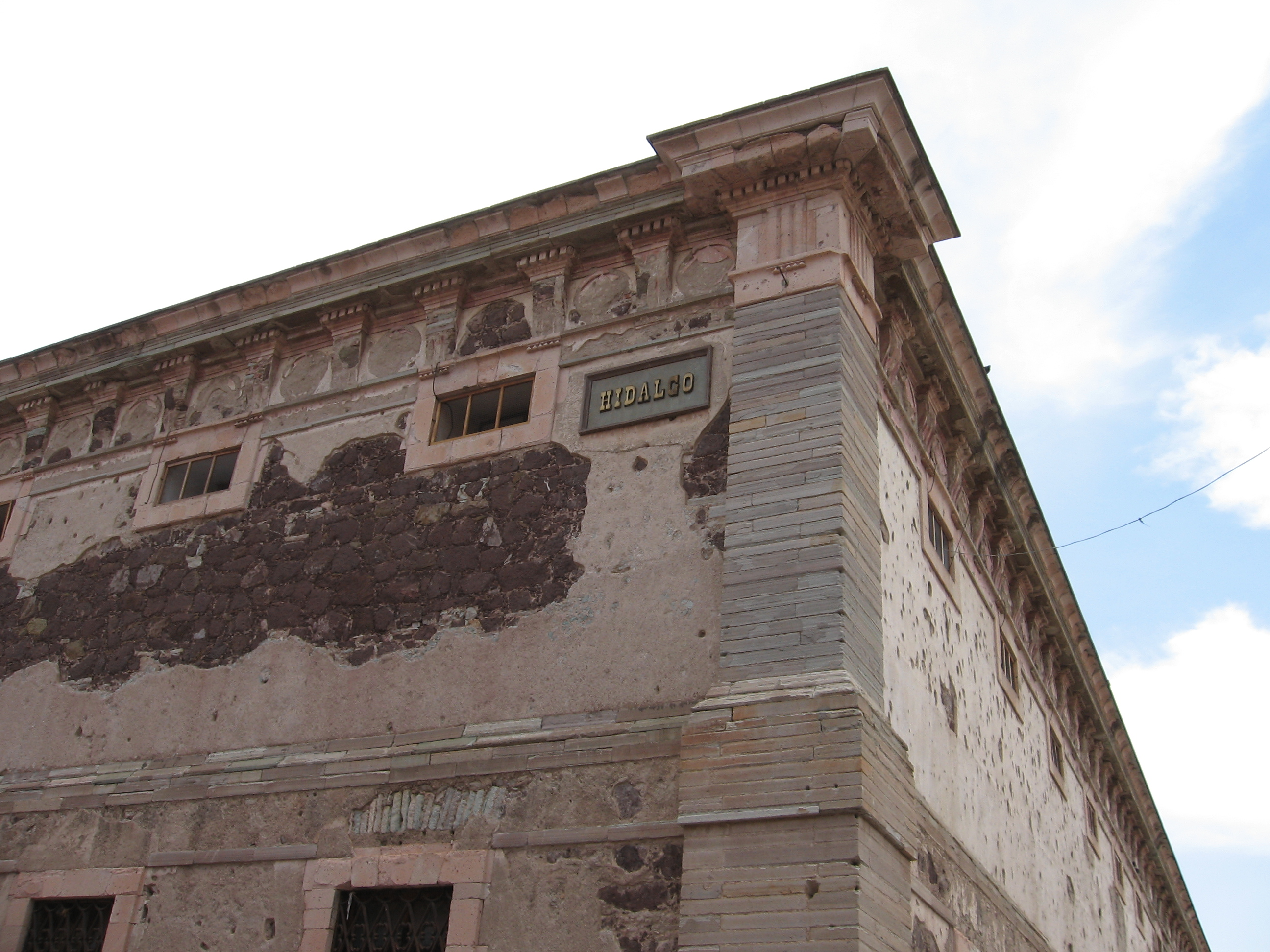
Ecke der Alhóndiga, an der Miguel Hidalgos Kopf zur Schau gestellt wurde; an der Fassade rechts im Bild sind noch Einschusslöcher zu erkennen

Bereits zu Beginn des darauffolgenden Jahres konnten die Spanier den Aufstand niederschlagen und die Anführer hinrichten. Zur Abschreckung wurden die abgetrennten Köpfe von Hidalgo, Allende, Aldama und dem Mitverschwörer José Mariano Jiménez in Metallkäfigen an jeweils einer Ecke der Alhóndiga de Granaditas aufgehängt. Sie verblieben dort zehn Jahre und wurden erst nach der endgültigen Unabhängigkeit Mexikos 1821 von Anastasio Bustamante y Oseguera entfernt und bestattet.
Während der französischen Besatzung benutzten die Okkupatoren das Gebäude. Kaiser Maximilian I. besuchte Guanajuato und die Alhóndiga im September 1864. Er ordnete an, die Häftlinge aus dem Keller des Regierungsgebäudes in den Kornspeicher zu verlegen, um deren Haftbedingungen zu verbessern – die Alhóndiga de Granaditas wurde so zum Gefängnis.
Im Jahre 1949 wurde das Gebäude schließlich renoviert und in ein Museum für Heimatgeschichte (Museo Regional de Guanajuato) umgewandelt, welches präkolumbianische Ausgrabungsgegenstände, Exponate aus Kolonialzeit und Unabhängigkeitskrieg sowie Gemälde zeigt. Zu sehen sind auch Muralismo von José Chávez Morado. Während des Cervantino, des alljährlichen internationalen Kulturfestivals in Guanajuato, dient es auch als Veranstaltungsstätte.
Im Jahr 1988 wurde die Alhóndiga de Granaditas zusammen mit der kompletten historischen Altstadt von Guanajuato in die Liste des UNESCO-Weltkulturerbes aufgenommen.